# TOI-1136
TOI-1136 è una stella situata nella costellazione del Dragone, distante 276 anni luce dal sistema solare. Nel 2022, tramite il telescopio spaziale TESS, attorno alla stella sono stati scoperti sei pianeti extrasolari.

## Caratteristiche
TOI-1136 è una stella di classe G simile al Sole ma molto più giovane, in quanto la sua età è stata stimata in soli 700 milioni di anni (contro i 4,7 miliardi di anni del Sole). Massa e temperatura superficiale sono simili a quelli della nostra stella, così come il raggio, un po' inferiore a quello solare a causa della sua giovane età e del rapporto idrogeno-elio al suo interno, così come previsto dal Modello Solare Standard.

## Sistema planetario
I pianeti individuati hanno raggi compresi tra due e cinque volte quello della Terra, orbitano relativamente vicini alla propria stella madre, avendo periodi compresi tra 4 e 40 giorni e sembrano essere tutti in risonanza orbitale, con rapporti vicini a 3:2 (tra il pianeta b e c), 2:1 (tra c e d), 3:2 (tra d ed e), 7:5 (tra e ed f) e 3:2 (tra f e g).
Sotto, un prospetto del sistema di TOI-1136.
| Pianeta | Massa              | Raggio   | Periodo orb.    | Sem. maggiore | Eccentricità | Incl. orbita | Scoperta |
| ------- | ------------------ | -------- | --------------- | ------------- | ------------ | ------------ | -------- |
| b       | 3,01+0,71 −0,89 M⊕ | 1,9 r⊕   | 4,17278 giorni  | —             | 0,031        | 89,65°       | 2022     |
| c       | 6+1,3 −1,7 M⊕      | 2,88 r⊕  | 6,25625 giorni  | —             | 0,117        | 89,42°       | 2022     |
| d       | 8+2,4 −1,9 M⊕      | 4,627 r⊕ | 12,51937 giorni | —             | 0,016        | 89,41°       | 2022     |
| e       | 5,4±1 M⊕           | 2,639 r⊕ | 18,7922 giorni  | —             | 0,057        | 89,31°       | 2022     |
| f       | 8,3+2,8 −3,6 M⊕    | 3,88 r⊕  | 26,3162 giorni  | —             | 0,012        | 89,38°       | 2022     |
| g       | 4,8+4,7 −3,3 M⊕    | 2,53 r⊕  | 39,5387 giorni  | —             | 0,036        | 89,65°       | 2022     |

Un ulteriore settimo pianeta, con periodo dell'ordine di 80 giorni, è ancora da confermare definitivamente .